# Port Louis

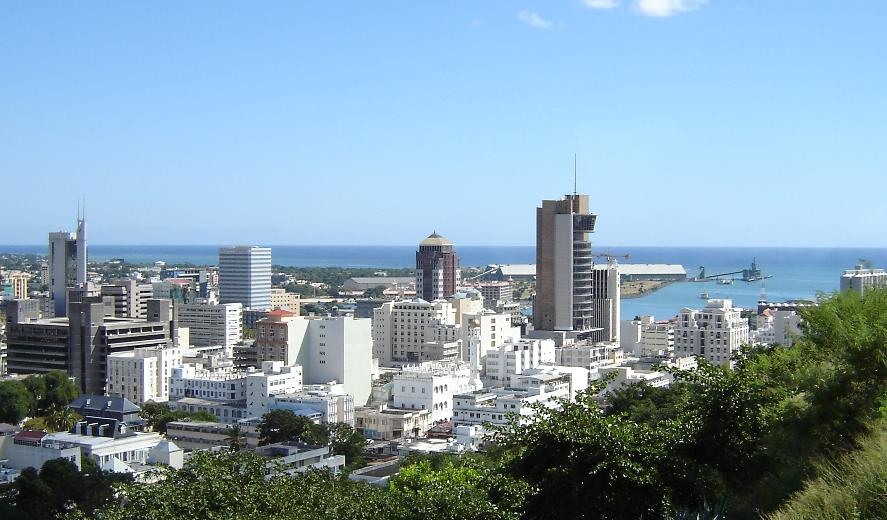
Skyline von Port Louis von der Zitadelle aus gesehen

Flagge von Port Louis

Wappen von Port Louis

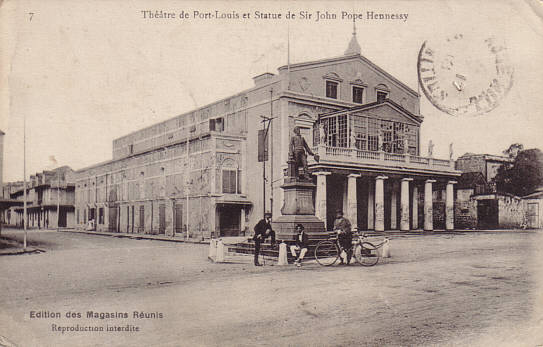
Theater (ca. 1918)

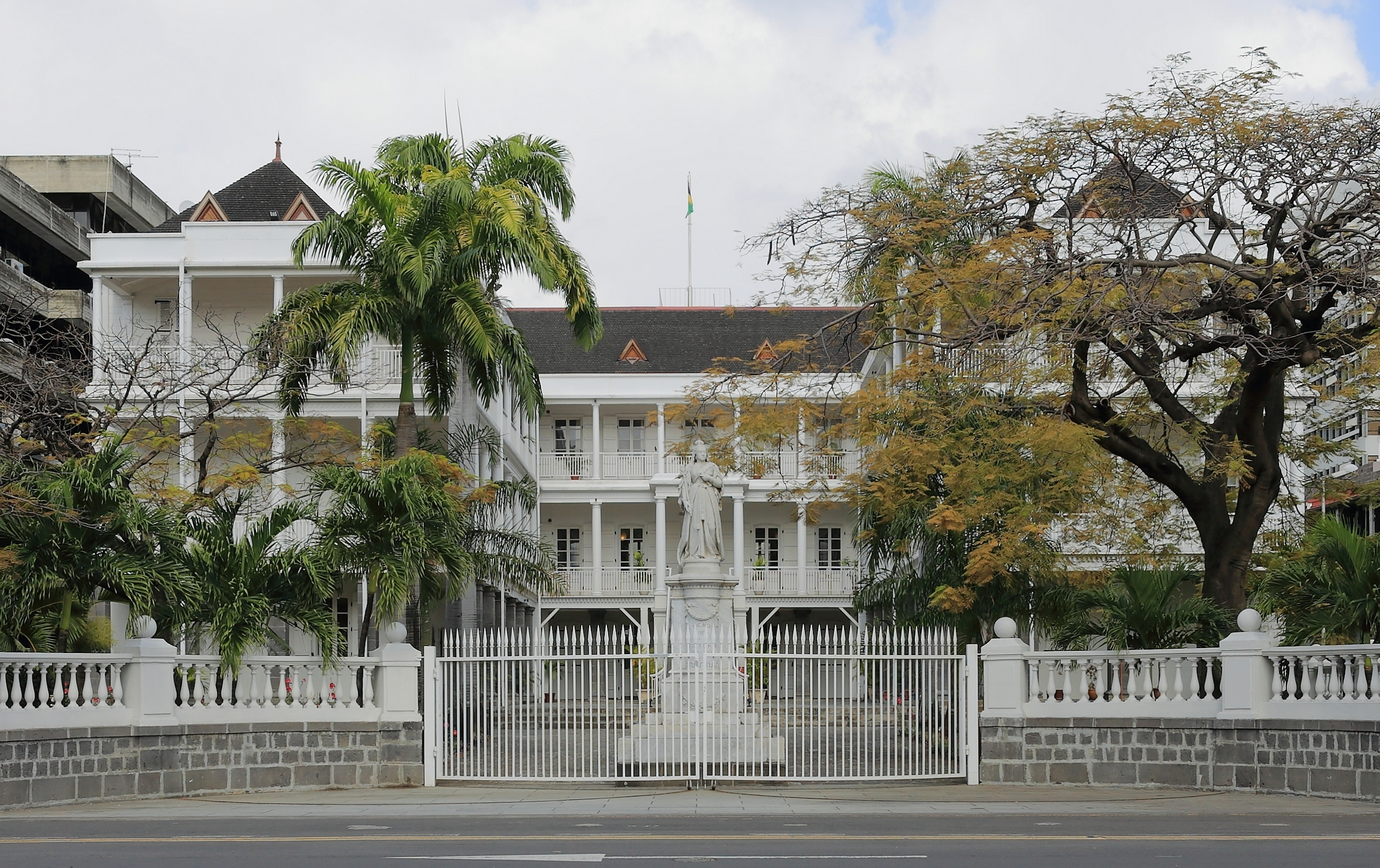
Government-House, errichtet 1738

Port Louis (französisch Port-Louis) ist die Hauptstadt des östlich von Afrika liegenden Inselstaates Mauritius im Indischen Ozean.
Sie ist mit rund 150.000 Einwohnern die größte Stadt des Landes und stellt das wirtschaftliche und kulturelle Zentrum der Insel dar. Es besteht eine Fährverbindung nach Le Port, der Hafenstadt der etwa 180 km entfernten Maskarenen-Insel Réunion. Der Flugverkehr von und nach Mauritius wird über den Sir Seewoosagur Ramgoolam International Airport von Plaine-Magnien, nahe Mahébourg, 30 km südöstlich von Port Louis abgewickelt. Die Industrieunternehmen der Stadt stellen unter anderem Zucker sowie Holz- und Papiererzeugnisse her.
In einer Rangliste der Städte nach ihrer Lebensqualität belegte Port Louis in den Jahren 2018 und 2019 den 83. Platz unter 231 untersuchten Städten weltweit. Die Stadt erreichte damit die beste Platzierung in ganz Afrika.

## Geographie
Port Louis liegt an der Nordwestküste der Insel. Im Hinterland liegende Bergrücken schützen die Stadt vor den südöstlichen Passatwinden. Zum Meer hin gibt es kleinere Hügel, die einen guten Panoramablick über die insgesamt recht lebendige Stadt bieten.

## Klima
|                       | Jan  | Feb  | Mär  | Apr  | Mai  | Jun  | Jul  | Aug  | Sep  | Okt  | Nov  | Dez  |   |      |
| Mittl. Tagesmax. (°C) | 31,5 | 31,4 | 31,5 | 30,7 | 29,3 | 27,6 | 26,7 | 26,8 | 27,7 | 28,8 | 30,2 | 31,1 | ⌀ | 29,4 |
| Mittl. Tagesmin. (°C) | 24,1 | 24,0 | 23,8 | 23,0 | 21,5 | 19,9 | 19,3 | 19,1 | 19,4 | 20,4 | 21,8 | 23,2 | ⌀ | 21,6 |
|                       |      |      |      |      |      |      |      |      |      |      |      |      |   |      |
| Niederschlag (mm)     | 131  | 160  | 83   | 87   | 48   | 24   | 18   | 19   | 17   | 15   | 24   | 85   | Σ | 711  |
|                       |      |      |      |      |      |      |      |      |      |      |      |      |   |      |
| Regentage (d)         | 9    | 10   | 8    | 7    | 6    | 4    | 4    | 5    | 3    | 3    | 3    | 6    | Σ | 68   |
|                       |      |      |      |      |      |      |      |      |      |      |      |      |   |      |
| Luftfeuchtigkeit (%)  | 78   | 81   | 78   | 78   | 76   | 73   | 73   | 74   | 74   | 75   | 76   | 76   | ⌀ | 76   |

| 24,1 |

| 24,0 |

| 23,8 |

| 23,0 |

| 21,5 |

| 19,9 |

| 19,3 |

| 19,1 |

| 19,4 |

| 20,4 |

| 21,8 |

| 23,2 |

| 24,1 |

| 24,0 |

| 23,8 |

| 23,0 |

| 21,5 |

| 19,9 |

| 19,3 |

| 19,1 |

| 19,4 |

| 20,4 |

| 21,8 |

| 23,2 |

| N i e d e r s c h l a g | 131 | 160 | 83  | 87  | 48  | 24  | 18  | 19  | 17  | 15  | 24  | 85  |
|                         | Jan | Feb | Mär | Apr | Mai | Jun | Jul | Aug | Sep | Okt | Nov | Dez |

## Geschichte

### Erstbesiedlung, wechselnde Herrschaften bis zur Unabhängigkeit
Als die Republik der Sieben Vereinigten Niederlande Mauritius im Jahr 1638 in Besitz nahmen, war Port Louis (unter der damaligen niederländischen Bezeichnung Noord-Wester Haven, später von den Franzosen in der noch im 18. Jahrhundert gebräuchlichen Bezeichnung Port Nord-Ouest übernommen) einer ihrer beiden Hafenplätze. Die Französische Ostindienkompanie legte hier 1731 eine Siedlung an, nachdem das Fehlschlagen ihrer Kolonisierungsbestrebungen auf Madagaskar eine neue Versorgungsstation im westlichen Indischen Ozean erforderlich gemacht hatte. Unter Gouverneur Mahé de La Bourdonnais baute die Kompanie Port Louis ab 1735 zu ihrem strategischen Zentrum in diesem Seegebiet aus.
Als 1754 auch die französische Kolonialpolitik in Südindien scheiterte (Zweiter Karnatischer Krieg), avancierte Port Louis zum bedeutendsten Hafen des französischen Schiffsverkehrs im Indischen Ozean. In Folge der Intensivierung der Plantagenwirtschaft im Innern von Mauritius ließ die Besatzungskompanie über den Hafen zehntausende Sklaven und Sklavinnen aus Südasien und Ostafrika auf die Insel bringen. Mitte der 1770er Jahre bestand die Stadtbevölkerung zu ca. 75 Prozent aus Versklavten.
1767 entzog Gouverneur Pierre Poivre der Kompanie das Handelsmonopol und erklärte Port Louis für französische Staatsbürger zum Freihafen. In der Folge nahm der Handelsverkehr substanziell zu, weil französische Kaufleute die Stadt als Umschlagplatz für Waren aus Asien nutzten. Zugleich erweiterte Frankreich den Hafen zum Flottenstützpunkt. Im Amerikanischen Unabhängigkeitskrieg und in den Napoleonischen Kriegen nutzten französische Korsaren den Hafen als Stützpunkt für Kaperfahrten gegen britische Handelsschiffe. Zur Kapitalisierung der Beute öffnete Frankreich Port Louis auch für ausländische Schiffe.
Um in Anbetracht der militärischen und ökonomischen Bedeutung des Hafens keinen Sezessionskonflikt mit den mächtigen Kaufleuten und Pflanzern zu riskieren, verzichtete die Regierung nach der Französischen Revolution darauf, die vom Parlament beschlossene Abschaffung der Sklaverei auf Mauritius durchzusetzen. Um 1800 unterteilten die Obrigkeiten die Stadt in sechs Bezirke und segregierten die Bevölkerung nach Status, Klasse, Herkunftsregion und Religion.
Im Jahr 1810 eroberte Großbritannien Mauritius, um die von Port Louis aus operierenden Korsaren als Bedrohung des britischen Schiffsverkehrs auszuschalten. Mit dem Pariser Frieden von 1814 gliederten die Briten die Insel aus sicherheitsstrategischen Erwägungen dauerhaft in ihr Kolonialreich ein.
Unter britischer Herrschaft verlor die Stadt ihren Status als Freihafen und erlebte zunächst einen Einbruch des Schiffsverkehrs. 1816 zerstörte ein Feuer einen Großteil von Port Louis. 1818 dezimierte eine Cholera-Epidemie die Stadtbevölkerung erheblich. Die Obrigkeiten nutzten den Bevölkerungsrückgang für eine Umstrukturierung des urbanen Raums. In Ermangelung befestigter Trinkwasserkanäle, Abflussrinnen für Abwasser und einer Abfallentsorgung blieb die epidemische Ausbreitung von Infektionskrankheiten durch das 19. Jahrhundert hindurch ein Hauptproblem der Stadt.
Im Zusammenhang mit der Herausbildung einer Zuckerrohr-Monokultur im Innern von Mauritius avancierte Port Louis ab 1826 zu einem der bedeutendsten Zucker-Umschlagshäfen des 19. Jahrhunderts und der Schiffsverkehr nahm wieder zu. Nach der Abschaffung der Sklaverei 1835 ließ die britische Administration hunderttausende Kontraktarbeiter aus Südasien und Ostafrika über den Hafen auf die Insel bringen.
In der zweiten Hälfte des 19. Jahrhunderts erfuhr der Hafen wieder einen Bedeutungsverlust, weil seine Infrastruktur nicht auf die nun vermehrt eingesetzten Dampfschiffe ausgelegt war und weil sich der Handelsverkehr im Indischen Ozean nach der Eröffnung des Sueskanals 1869 nach Norden verlagert hatte. Zugleich integrierten britische und französische Reedereien Port Louis nun jedoch in den Passagierverkehr.
Von 1866 bis 1868 kam es zur schwersten Cholera-Epidemie in der Geschichte von Port Louis. Die generell hohe Todesrate in der Stadt veranlasste die Kolonialverwaltung Ende des 19. Jahrhunderts, die in Port Louis stationierten Truppen ins Landesinnere zu verlegen. Nachdem 1919 auch die Spanische Grippe in der Stadt außergewöhnlich verheerend grassierte, ergriff die britische Kolonialverwaltung Maßnahmen zur Verbesserung der sanitären Infrastruktur.
1968 wurde Mauritius unabhängig, Port Louis zur Hauptstadt erklärt.

### Einwohnerentwicklung
Die folgende Übersicht zeigt die Einwohnerzahlen nach dem jeweiligen Gebietsstand seit der Volkszählung 1983.
| Jahr             | Einwohner |
| ---------------- | --------- |
| 1983 (Zensus)    | 139.300   |
| 2000 (Zensus)    | 154.257   |
| 2011 (Zensus)    | 149.226   |
| 2017 (Schätzung) | 148.147   |
| 2020 (Schätzung) | 145.793   |

## Wirtschaft & Infrastruktur

### Wirtschaft
Port Luis ist der Sitz der nationalen Wertpapierbörse, der Stock Exchange of Mauritius.

### Verkehr
Es bestehen mehrere Stadtbuslinien in Port Louis.
Der Metro Express ist eine Stadtbahn, die seit Januar 2020 Port Louis auf einer zuerst 13 km langen Strecke mit Rose Hill verband. Ein großer Teil der normalspurigen Trasse entspricht dabei der 1964 stillgelegten Midland-Linie der Mauritius Government Railways. 2022 wurde die Strecke über Quatre Bornes und Vacoas-Phoenix nach Curepipe verlängert und ist nunmehr 25,95 km lang.

## Sehenswürdigkeiten
- Zitadelle (Citadel, Fort Adelaïde) – mit gutem Ausblick auf die Stadt
- Aapravasi Ghat – UNESCO-Weltkulturerbe, Reste eines Lagers für indischstämmige Kontraktarbeiter aus dem 19. Jahrhundert
- Blue Penny Museum – hier ist eine von vier ungestempelten Briefmarken der Blauen Mauritius ausgestellt
- Mauritius Postal Museum, unter Denkmalschutz stehendes ehemaliges Hauptpostamt, heute Postmuseum
- Champs de Mars – Älteste Pferderennbahn der Südhalbkugel
- Le Caudan Waterfront – Einkaufsmeile am Hafen, auch auf der Rückseite der 50 Rupien-Banknote abgebildet
- kleine Chinatown mit Torbogen
- Garten der Ostindien-Gesellschaft
- Jüdischer Friedhof Saint-Martin (124 Gräber, vgl. Atlantic Drift)
- Mauritius Institute (Naturkundemuseum)
- Minakshi-Tempel – südindischer Hindutempel der tamilischen Bevölkerungsgruppen aus dem Jahr 1854[7]
- Place d’Armes – ein palmenbepflanzter, verkehrsreicher Platz
- Staatsbankgebäude – ein moderner „Wolkenkratzer“
- Theater, gut erhaltenes historisches Gebäude von 1822 mit 600 Plätzen, genutzt für Laientheateraufführungen und für Hochzeiten

## Städtepartnerschaften
Mit folgenden Städten hat Port Louis Partnerschaft geschlossen:
- La Possession, Réunion, Frankreich, seit 1988
- Foshan, Volksrepublik China, seit 1989
- Pretoria, Südafrika, seit 1997
- Maputo, Mosambik, seit 1998
- Dakar, Senegal, seit 1998
- Lamentin, Guadeloupe, Frankreich, seit 1998
- Saint-Malo, Frankreich, seit 1999
- Antsiranana, Madagaskar, seit 2000
- Port Mathurin, Mauritius, seit 2003
- Karatschi, Pakistan, seit 2007
- Alexandria, Ägypten, seit 2007
- Doha, Katar, seit 2007

## Söhne und Töchter der Stadt
- Charles Baissac (1831–1892), britischer Romanist und Kreolist
- Léon Carvalho (1825–1897), französischer Sänger und Operndirektor
- Georges Caussade (1873–1936), französischer Komponist und Musikpädagoge
- Amanda Courtaux (1856–1941), französische Musikpädagogin und Komponistin
- Charles Favez (1885–1960), Schweizer klassischer Philologe
- Henri Le Sidaner (1862–1939), französischer Maler
- Elodie Li Yuk Lo (* 1982), Beachvolleyballspielerin
- Tom von Prince (1866–1914), deutscher Kolonialoffizier
- Francis Thomé (1850–1909), französischer Komponist